# 感官按摩

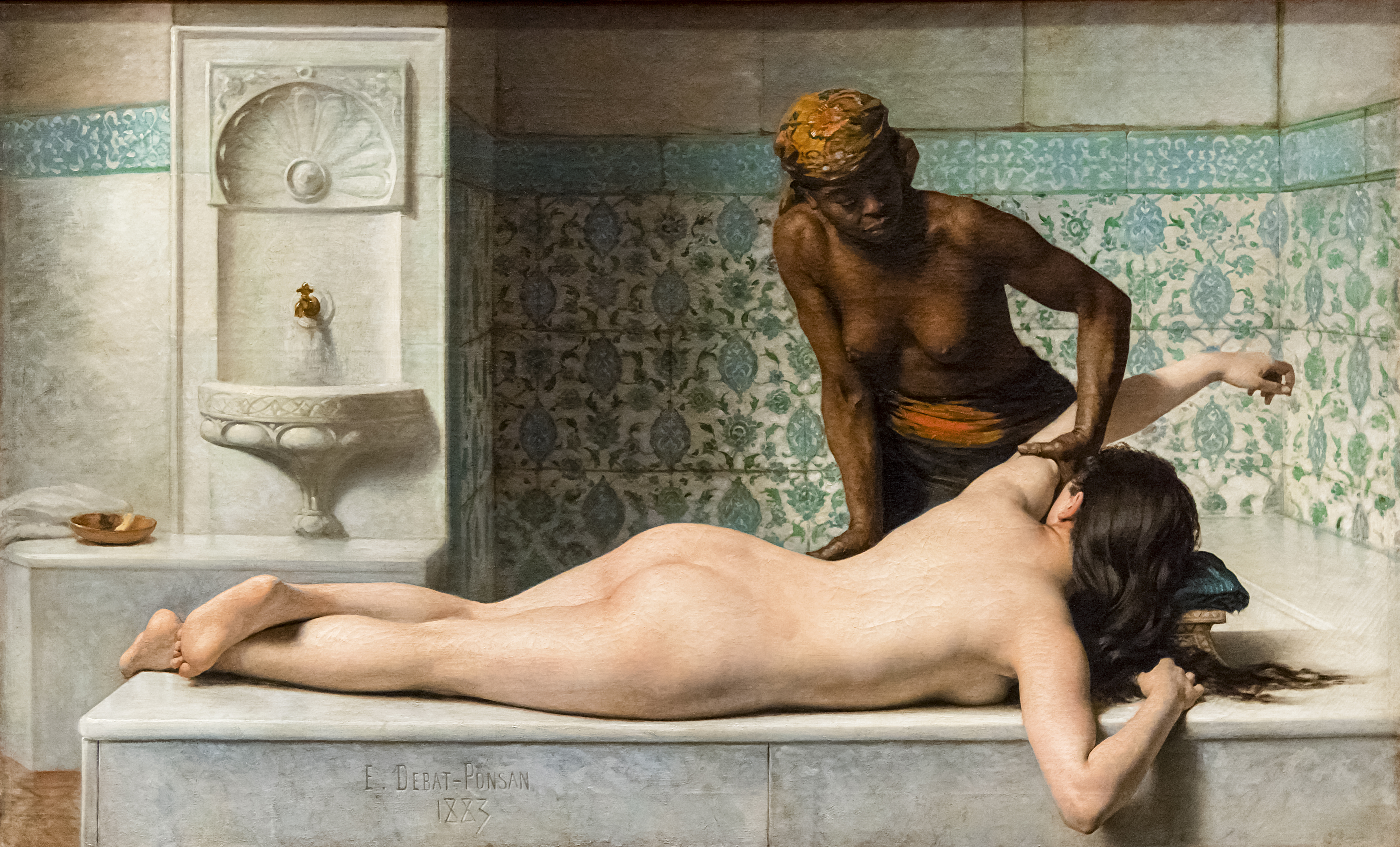
1883年的一幅繪畫

感官按摩（英語：erotic massage或sensuous massage；另稱情趣按摩或色情按摩），是一個人對他人的性敏感部位所施行的按摩技巧，使其加強性喚起或達到性興奮。一般基於醫藥用途上的按摩已經發展了相當長的時間，而用於情欲性的感官按摩亦有漫長歷史。
現今一些人們將感官按摩作為性用途（性按摩），若非性治疗项目的一部分，則或是作为前戲或性动作的最後。施行按摩的重點區域，在女子的乳房與阴阜，或男子的雄性外生殖器部位。当按摩是伴侶彼此性器官之間施行时，這樣的行為通常另稱“相互抚慰”（mutual masturbation）。

## 情趣性質
坊間販售的有關研究如何按摩的書籍、影片、輔助器具、精油等之外，也有以親密情趣按摩為主題的項目。

## 怛特羅
現代在歐美發展的一個怛特羅密教分支，名為“新怛特羅”或“怛特羅性愛”，所謂“tantric massage”也是感官按摩的一種類型。

## 營利性陪侍
色情按摩就是按摩與商業化性服務的結合，服務員為客人按摩時，常會按摩客人的性敏感部位，如大腿內側等，以挑起客人的性慾，然後進行性行為（在一些地区认定此种性交易违法），有些则以手交或口交替代。香港俗稱邪骨（又稱斜骨或45度骨），一般按摩在粤语称为“揼骨”或「正骨」。臺灣俗稱護膚店又稱[半套店] 或[舒壓會館] 。

## 註腳
1. ↑  . 快樂鳥舒壓網.   [2023-09-17]. 原始内容存档于2025-01-18. 部分與傳統的按摩方式相近……情趣按摩(Erotic Massage)對象並非一般人，而是親密的另一半……《手愛:獻給親密愛人的性愛按摩圖解指南》